# Ana Maria Catarina Henriqueta de Lorena, 1.ª Duquesa de Abrantes

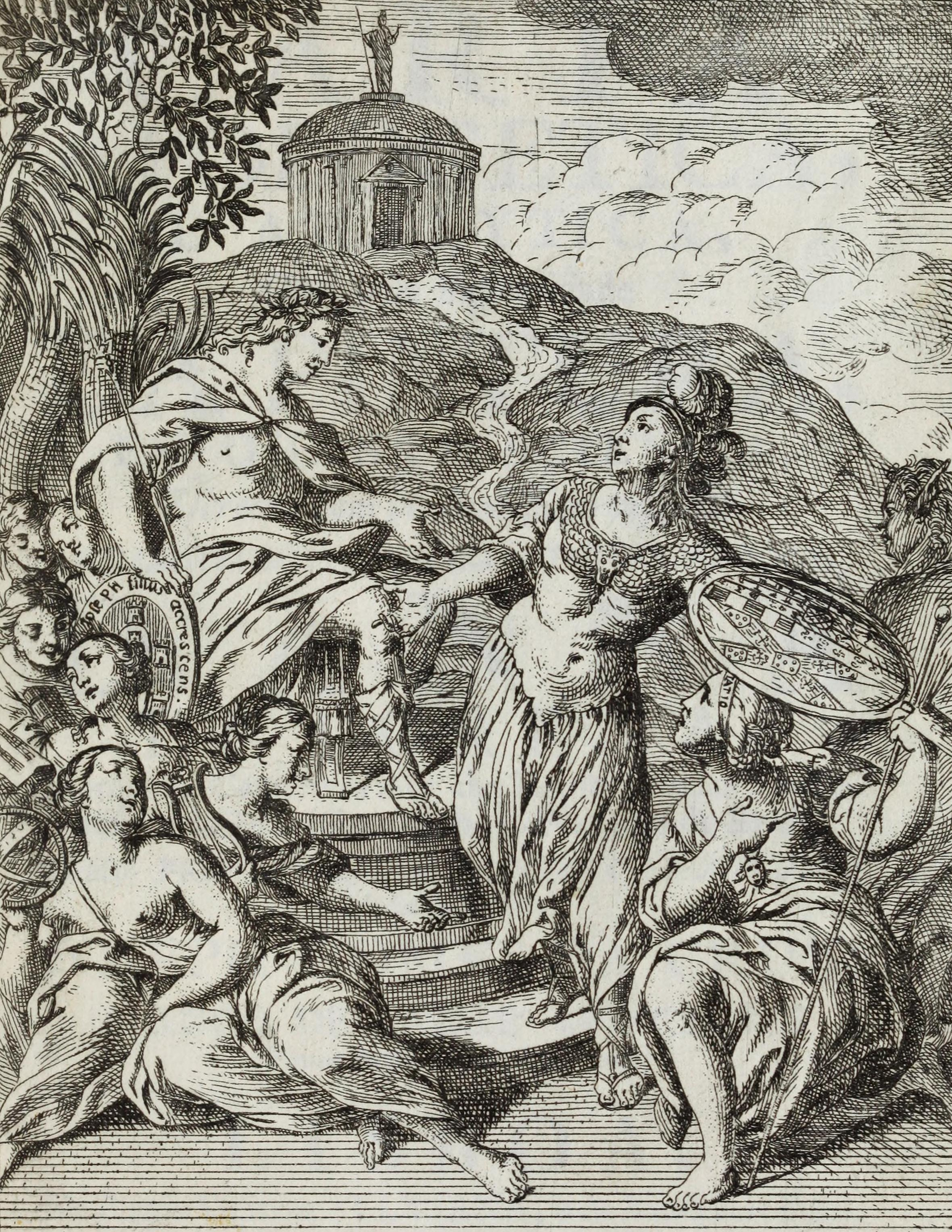
Alegoria da Pintura, 1752: D. Ana de Lorena (representada como Atena) protegendo a Pintura

Ana Maria Catarina Henriqueta de Lorena (1691 — 1761) era a filha mais velha de D. Rodrigo Anes de Sá Almeida e Meneses, 1.º marquês de Abrantes e 7.º conde de Penaguião.
O seu irmão mais novo, D. Joaquim Francisco de Sá Almeida e Meneses, sucedeu ao pai como 2.º marquês de Abrantes mas, dado que morreu sem descendência em 1756, D. Ana Maria herdou o património e títulos familiares, tornando-se 3.ª marquesa de Abrantes e 9.ª condessa de Penaguião.
Ainda durante a vida de seu irmão, por um decreto do rei D. José I de Portugal de 9 de Dezembro de 1753, foi feita duquesa de Abrantes, uma vez que fora nomeada camareira-mor da rainha de Portugal, o mais alto cargo palatino ocupado por uma mulher.
Como apelido de família usou Lorena, nome que lhe vinha da sua avó materna, Marie Angelique Henriette de Lorena (filha de François Louis de Lorena, conde de Harcourt).
Ana Maria casou com D. Rodrigo de Melo (1688-1713), segundo filho de D. Nuno Álvares Pereira de Melo, 1.º duque do Cadaval. Tiveram uma única filha, Maria Margarida de Lorena (que se tornou na 2.ª duquesa de Abrantes), que casou com o seu tio (irmão de D. Ana Maria), D. Joaquim Francisco de Sá Almeida e Meneses, 2.º marquês de Abrantes.